# Distribució khi quadrat inversa
En probabilitat i estadístiques, la distribució de khi quadrat inversa (o distribució de khi quadrat invertit ) és una distribució de probabilitat contínua d'una variable aleatòria de valor positiu. Està estretament relacionat amb la distribució khi quadrat. Sorgeix en la inferència bayesiana, on es pot utilitzar com a distribució anterior i posterior per a una variància desconeguda de la distribució normal.
La distribució de khi quadrat inversa (o distribució de khi quadrat invertida ) és la distribució de probabilitat d'una variable aleatòria la inversa multiplicativa (recíproca) de la qual té una distribució khi quadrat. Sovint també es defineix com la distribució d'una variable aleatòria el recíproc de la qual dividit pels seus graus de llibertat és una distribució khi quadrat. És a dir, si {\displaystyle X} té la distribució khi quadrat amb {\displaystyle \nu } graus de llibertat, després, segons la primera definició, {\displaystyle 1/X} té la distribució inversa de khi quadrat amb {\displaystyle \nu } graus de llibertat; mentre que segons la segona definició, {\displaystyle \nu /X} té la distribució inversa de khi quadrat amb {\displaystyle \nu } graus de llibertat. La informació associada a la primera definició es mostra a la part dreta de la pàgina.
La primera definició dona una funció de densitat de probabilitat donada per
{\displaystyle f_{1}(x;\nu )={\frac {2^{-\nu /2}}{\Gamma (\nu /2)}}\,x^{-\nu /2-1}e^{-1/(2x)},}
mentre que la segona definició dona la funció de densitat
{\displaystyle f_{2}(x;\nu )={\frac {(\nu /2)^{\nu /2}}{\Gamma (\nu /2)}}x^{-\nu /2-1}e^{-\nu /(2x)}.}
En ambdós casos, {\displaystyle x>0} i {\displaystyle \nu } és el paràmetre dels graus de llibertat. Més lluny, {\displaystyle \Gamma } és la funció gamma. Ambdues definicions són casos especials de la distribució khi quadrat inversa escalada. Per a la primera definició la variància de la distribució és {\displaystyle \sigma ^{2}=1/\nu ,} mentre que per a la segona definició {\displaystyle \sigma ^{2}=1}.